# Nhà trăm cột
Nhà trăm cột tọa lạc tại số 128, ấp Cầu Ngang, xã Long Hựu Đông, huyện Cần Đước, tỉnh Long An, Việt Nam. Đây là một di tích lịch sử cấp quốc gia, và là một trọng điểm du lịch của tỉnh.

## Lịch sử
Nhà trăm cột còn được gọi là Nhà ông Hội Đồng, nhà ông Cả.
Ngôi nhà này do 15 nghệ nhân từ Huế vào xây dựng từ năm 1898 đến năm 1903, trong đó xây dựng 2 năm và chạm trổ mất 3 năm.
Ngôi nhà do ông Trần Văn Hoa (lúc bấy giờ là Hương Sư làng Long Hựu, tổng Lộc Thành Hạ, tỉnh Chợ Lớn) xây dựng vào những năm 1901 – 1903 do một nhóm thợ miền Trung thực hiện.

## Kiến trúc
Mặc dù được gọi là "Nhà trăm cột" nhưng thực chất, ngôi nhà này có tới 120 cột gồm 68 cột tròn và còn lại là cột vuông, tọa lạc trên một diện tích 882 m² trong một khu vườn rộng 4.886 m². Chính diện ngôi nhà quay về hướng Tây Bắc. Nhà hoàn toàn bằng gỗ quý (cẩm lai, gõ đỏ, gõ mật), mái lợp ngói âm dương, nền nhà bằng đá tảng cao 0,9m, mặt nền lát gạch tàu lục giác. Nhìn trên bình đồ Nhà trăm cột có kiểu chữ "quốc", gồm 3 gian và 2 chái.
Theo các nhà nghiên cứu, đây là một ngôi nhà có kiểu thức thời Nguyễn, về đại thể mang dấu ấn rõ rệt của phong cách Huế. Nhưng do được làm theo đơn đặt hàng của gia chủ trong bối cảnh Nam Bộ thời thuộc Pháp nên có nhiều nét tiểu dị trong đề tài trang trí, tạo được sự phong phú và đa dạng. Đó cũng là một phần lịch sử – văn hóa đất phương Nam ở cuối thế kỷ 19 đầu thế kỷ 20.

## Di tích Quốc gia
Ngày 27 tháng 9 năm 1997, Bộ Văn hóa – Thông tin ban hành Quyết định số 2890/QĐ-VH xếp hạng Nhà trăm cột là di tích lịch sử – văn hóa cấp quốc gia.